# Lakmi et Boomy
Lakmi & Boomy est une web-série d'animation française en 62 épisodes, créée par Dimitri Bodiansky et diffusée à partir du 16 décembre 2000 sur les sites de RTL et RTL2 et de septembre 2002 sur Game One.

## Synopsis
La série référence l'histoire d'une startup nommée Tetatoto.com à la tête d'un marché mondial. Lakmi et Boomy sont les deux plus jeunes employés de l'entreprise.

## Personnages
- Lakmi (VF : Cédric Dumond) : Lakmi est l'ami de Boomy. Il est la tête pensante du duo, mais ne se fait jamais entendre par Boomy. Écologique militant, il passe le premier épisode à négocier un congé avec Lisa pour pouvoir rejoindre des camarades de lutte. Timide en amour, il montre également des tendances homosexuelles..

- Boomy (VF : Emmanuel Garijo) : Boomy est le leader du duo. Il agit toujours avant de réfléchir et se met donc souvent dans l'embarras comme le montre l'épisode où il fait croire que Mme Bettenshort lui fait un crédit pour ne plus être interdit bancaire. Il passe son temps sur des sites pornographiques et de vente de marijuana ainsi que sur des jeux en ligne.

- Lisa (VF : Marie Vincent) : Employée de Tetatoto.com, célibataire et amie (et fantasme) de Lakmi et Boomy, Lisa cache derrière son image de la bonne petite secrétaire une subtile force de caractère.

- Mr. Weller (VF : Hubert Drac) : Fondateur et patron de Tetatoto.com durant la première saison. Ses chiffres d'affaires montent et baissent sans arrêt à l'image de nombreuses start-up du début des années 2000. Il a une voiture de luxe et semble avoir des relations tendues avec ses parents milliardaires. Il passe la seconde saison à s'attirer les faveurs de Mme Bettenshort ou bien de récupérer sa start-up.

- Sébastien le robot, dit Seb : Le robot de l'entreprise et garde du corps du patron. Parfois plus efficace que les employés eux-mêmes.

- Yallavatza : La machine à café, dotée d'une intelligence artificielle. Elle a eu une relation avec Seb dont des robots en forme de gobelets en sont le fruit.

- Bruce : Patron de Headoftootoo.com, l'équivalent américain de Tetatoto.com.

- Viviane de Bettenshort (VF : Marie Vincent) : Amie des parents de Weller, elle rachète l'entreprise Tetatoto.com pour un euro symbolique au début de la seconde saison. Archétype de la milliardaire n'ayant d'intérêt que pour le profit à court terme (son nom rappelle celui de l'héritière Liliane Bettencourt), elle présente peu d'intérêt pour ses employés, surtout Weller (qu'elle surnomme "Doudou").

- Jean, le narrateur (VF : Jean Barney) : On l'entend dans les épisodes 22 et 32.

## Épisodes

### Première saison
1. Good cop vs Bad cop
2. Ça sent l'sapin !
3. Weather storm of the destruction
4. Les nerfs
5. U.S.A : 3 - reste du monde : 0
6. Pas net
7. Big Weller is watching you!
8. Gros porteurs
9. Meuh = MC2
10. I had a dream...
11. Headoftootoo.com
12. Epi le psy
13. I fuck you!
14. Arg
15. Rien à foot
16. Mir sexpress
17. W
18. Pour qui vos tétons ?
19. Roborico
20. Ein staff, ein.com, ein computer
21. Pas d'orchidée pour Miss Liza
22. L&B contre l'orchidée masquée
23. T'as pas 100 balles pour une startup ?
24. Armés mais innocents
25. Mouton qui s'en dédie
26. Mode RTT
27. Le p'tit café
28. Régime totalitaire
29. American diary
30. Boom
31. La Boom 2
32. Tirés d'affaire ?
33. Objection votre honneur
34. Intérêt général
35. Incompatible PC
36. A story's born
37. Mobilis horribile

### Deuxième saison
1. Oh Putain!
2. Une nuit à l'OPA
3. Tombe Trader
4. Brides abattues
5. Ma petite enterprise
6. Banco
7. Dognapping
8. Catzilla
9. Catzilla 2
10. Eduarda mains d'argent
11. Bad trippes
12. Sebeursex
13. Yaltalavazza baby
14. Santé
15. Bienvenue au club
16. Lakmi chien fidèle
17. Mondialisez-moi
18. Les 11e-tron
19. Les 11e-tron 2
20. Disco Ball
21. Turlututu
22. Le Syndrome Adaire
23. L'Effet salaire
24. Flower Power
25. Flower Power 2
26. Bêtisier

## Voix
- Lakmi : Cédric Dumond
- Boomy : Emmanuel Garijo
- Lisa, Bettenshort : Marie Vincent
- Mr. Weller : Hubert Drac